# Нижний-Нойбер
Нижний-Нойбер (чечен. Лаха-Нойбоьра) — упразднённое в 2024 году село в Гудермесском районе Чеченской Республики Российской Федерации. Включён в черту города Ойсхара. До 2024 года — административный центр Нижне-Нойберского сельского поселения.

## География
Нижний-Нойбер расположен у федеральной автотрассы «Кавказ», в 14 км к юго-востоку от районного центра — Гудермес и в 50 км к востоку от города Грозный.
Ближайшие населённые пункты: на северо-западе — Мелчхи и Шуани, на северо-востоке — Гордали-Юрт и Бильтой-Юрт, на востоке — Кошкельды, на юге — Верхний Нойбера и на юго-западе — город Ойсхара.

## История

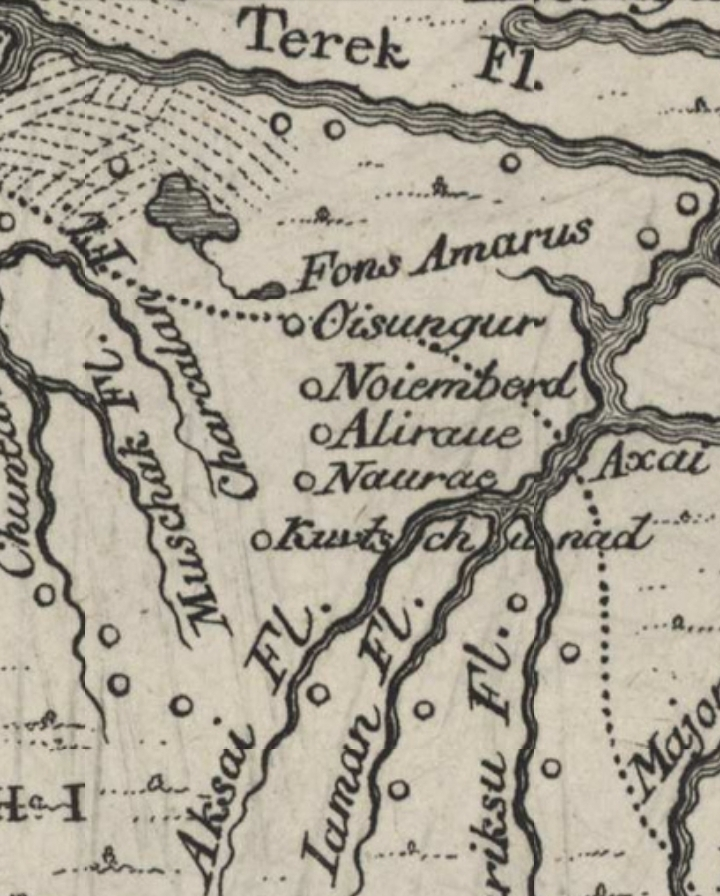
Старый Нойбер. Фрагмент карты Якова Штелина 1771 года.

Точная дата основания не установлена. На топографической карте 1941 года населённый пункт ещё не был обозначен. Впервые отмечено на топографической карте 1984 года и по видимому, возникло в результате обособления части села Суворов-Юрт (ныне Верхний-Нойбер) расположенной за федеральной трассой «Кавказ». Причем, новый населённый пункт получил название прежней метрополии — Суворов-Юрт, а за метрополией закрепилось название Верхний Суворов-Юрт.

## Население
| 1990  | 2002  | 2010  | 2012  | 2013    | 2014    | 2015    | 2016  |
| ----- | ----- | ----- | ----- | ------- | ------- | ------- | ----- |
| 4920  | ↗6806 | ↘6780 | ↗7055 | ↗7231   | ↗7418   | ↗7596   | ↗7759 |
| 2017  | 2018  | 2019  | 2020  | 2021    | 2023    | 2024    |       |
| ↗7939 | ↗8121 | ↗8275 | ↗8456 | ↗10 807 | ↗10 960 | ↗11 068 |       |

Национальный состав
По данным Всероссийской переписи населения 2010 года:
| № | Национальность | Численность | Доля    |
| - | -------------- | ----------- | ------- |
| 1 | чеченцы        | 6 767       | 99,81 % |
| 2 | другие         | 13          | 0,19 %  |

## Образование
- Нижне-Нойберская муниципальная средняя общеобразовательная школа № 1 им. Кори Ломовича Тепсуева[23].

## Улицы
Улицы села:
| - 1-й Нефтяной, - 2-й Виноградный, - 3-й Виноградный, - А. Атаева, - А. Кадырова, - А. Шерипова, - Виноградная, - Гордалинская, - Гордалинский, - Горная, - Заводская, - К. Л. Тепсуева, | - Кирова, - Коммунистическая, - Крайняя, - М. Висаитова, - М. Эсамбаева, - Маршала Жукова, - Мельничная, - Нефтяная, - Нефтяная-А, - Новая, - Пилорамная, - Пионерская, | - Победы, - Рабочая, - Рабочая-А, - Садовая, - Свободы, - Степная, - Тракторная, - Х. Нурадилова, - Чапаева, - Школьная, - Шоссейная, - Энгельюртовская. - Жукова. |